# Emmanuel Mouret
Emmanuel Mouret (Marsiglia, 30 giugno 1970) è un attore, sceneggiatore e regista francese.
Mouret scrive, dirige e interpreta commedie sentimentali malinconiche. Il suo cinema può essere paragonato per certi aspetti a quello di Woody Allen ed Éric Rohmer.

## Biografia
Nato a Marsiglia, si trasferisce ancora adolescente a Parigi, dove studia alla Fémis, scuola nazionale superiore d'arte cinematografica. Si diploma in regia con il mediometraggio Promène-toi donc tout nu!.
Il suo primo lungometraggio, Laissons Lucie faire! (2000), vede protagonista Marie Gillain. Il successivo Vénus et Fleur (2004), senza interpreti conosciuti, viene presentato alla Quinzaine des Réalisateurs al Festival di Cannes 2004.
Cambio di indirizzo, presentato anch'esso alla Quinzaine, nell'edizione del 2006, costituisce il suo primo successo ed ottiene una buona distribuzione internazionale.
Solo un bacio per favore (2007), nel quale recita insieme a Virginie Ledoyen, Julie Gayet e Stefano Accorsi, viene presentato nelle Giornate degli autori alla Mostra del cinema di Venezia. 
I suoi due ultimi film, inediti in Italia, sono Fais moi plaisir (2009) e L'Art d'aimer (2011).

## Filmografia

### Regista e sceneggiatore
- Caresse – cortometraggio (1998)
- Promène-toi donc tout nu! – mediometraggio (1999)
- Laissons Lucie faire! (2000)
- Vénus et Fleur (2004)
- Cambio di indirizzo (Changement d'adresse) (2006)
- Solo un bacio per favore (Un baiser s'il vous plaît) (2007)
- Fais moi plaisir (2009)
- L'Art d'aimer (2011)
- Une autre vie (2013)
- Caprice (2015)
- Aucun regret – cortometraggio (2016)
- Lady J (Mademoiselle de Joncquières) (2018)
- Les choses qu'on dit, les choses qu'on fait (2020)
- Una relazione passeggera (Chronique d'une liaison passagère) (2022)
- Tre amiche (Trois Amies) (2024)

### Attore
- Caresse – cortometraggio (1998)
- Promène-toi donc tout nu! – mediometraggio (1999)
- Laissons Lucie faire! (2000)
- Vénus et Fleur (2004)
- Cambio di indirizzo (Changement d'adresse) (2006)
- Solo un bacio per favore (Un baiser s'il vous plaît) (2007)
- Les bureaux de Dieu, regia di Claire Simon (2008)
- Fais moi plaisir (2009)
- L'Art d'aimer (2011)
- Caprice (2015)
- 7 Miljardi Gadu Pirms Pasaules Gala (2018)

## Riconoscimenti
- Premio Lumière
  - 2021 – Miglior film a Les choses qu'on dit, les choses qu'on fait
- Premio César
  - 2021 – Miglior film a Les choses qu'on dit, les choses qu'on fait
  - 2021 – Candidatura a miglior regista per Les choses qu'on dit, les choses qu'on fait